# Simulium wakrisense
Simulium wakrisense är en tvåvingeart som beskrevs av Takaoka 2003. Simulium wakrisense ingår i släktet Simulium och familjen knott. Inga underarter finns listade i Catalogue of Life.